# Bargeld

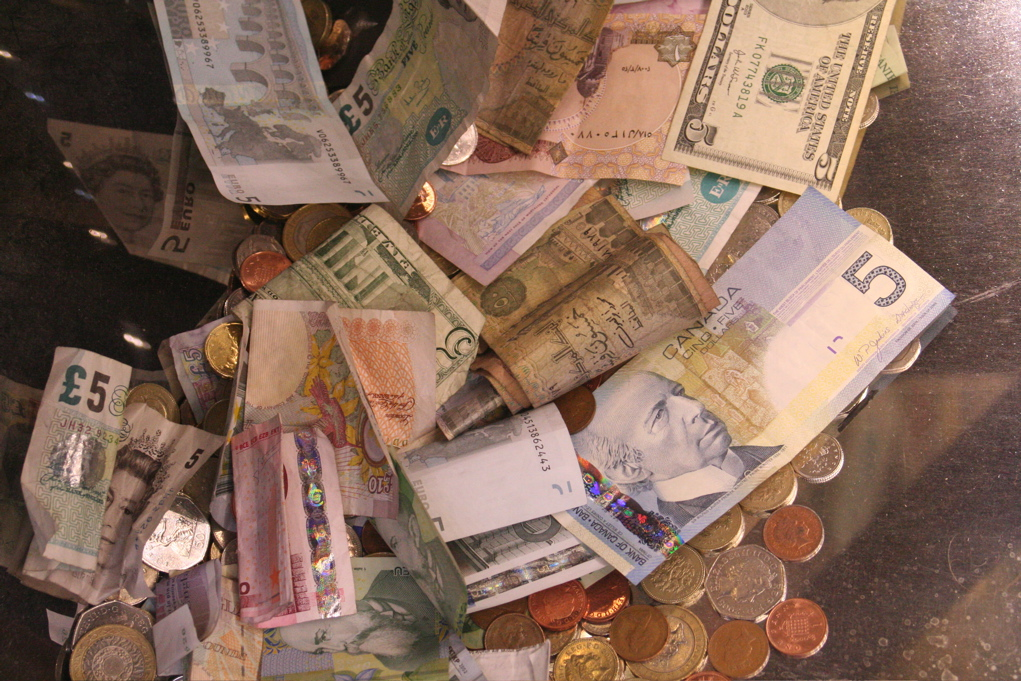
Bargeld verschiedener Währungen

Bargeld ist Geld in physischer (körperlicher) Form als Banknoten und Münzen, das im Zahlungsverkehr als gesetzliches Zahlungsmittel für die Bezahlung von Gütern oder Dienstleistungen oder für sonstige Transaktionen  (beispielsweise Schenkungen) dient. Der jeweilige Vorrat wird als Barschaft bezeichnet.

## Allgemeines
Bargeld ist in den meisten Staaten ein gesetzliches Zahlungsmittel. Es wird von den Zentralbanken der Staaten oder Staatengemeinschaften mit eigener Währung geschaffen und über Geschäftsbanken in Umlauf gebracht. Im Gegensatz zu Buchgeld kann der Fluss des Bargeldes nicht im Detail beobachtet und kontrolliert werden. Das ist der Grund, warum kriminelle Transaktionen wie Geldwäsche, Schwarzarbeit oder sonstige Schattenwirtschaft häufig mit Bargeld abgegolten werden, weil der jeweilige Inhaber von Bargeld nicht zurückverfolgt werden kann und Belege wie Rechnungen oder Quittungen üblicherweise nicht oder falsch ausgestellt werden. Andererseits bietet Bargeld dem Konsumenten eine Möglichkeit, die Vertraulichkeit seines Kaufverhaltens selbst durchzusetzen, ohne auf Datenschutzzusagen elektronischer Zahlungsdienstleister angewiesen zu sein. Im Gegensatz zu elektronischen Zahlungsformen ermöglicht Bargeld Zahlungsvorgänge auch bei einem Zusammenbruch der Elektrizitätsversorgung. Die Hortungsmöglichkeit von Bargeld erschwert der Politik und der Finanzwirtschaft die Durchsetzung eines Negativzinses, macht ihn aber nicht unmöglich.
Seit dem 1. April 2023 ist es gemäß § 16a des Geldwäschegesetzes untersagt, Immobilienkäufe mit Bargeld zu bewirken.

## Geschichte
Der Tauschhandel ist eine sehr frühe Form des Handels. In seiner einfachsten Form werden zwei Güter direkt gegeneinander getauscht (Realtausch). Bestimmte Güter wie Getreide, Vieh, Muscheln, Silber oder Gold erwiesen sich dabei als besondere Güter. Sie waren allgemein geschätzt, in beschränkter, aber nicht zu geringer Menge vorhanden und nicht verderblich. Diese Güter konnten daher nicht nur einmal gegen ein anderes unmittelbar gewünschtes Gut eingetauscht werden. Sie konnten auch als „Zwischentauschmittel“ angenommen werden, um sie später gegen die eigentlich gewünschten Güter einzutauschen. Diesen Gütern kam damit eine erste Geldfunktion als allgemeine Tauschmittel zu. Die ersten als Tauschmittel eingesetzten Güter waren Warengeld, das entweder aus Naturgegenständen (Naturalgeld), Schmuckstücken (Schmuckgeld) oder allgemeinen Gebrauchs- und Nutzgegenständen sowie Nutztieren bestand.
Bereits 1024 war in China während der Song-Dynastie das Papiergeld erfunden worden. Im europäischen Mittelalter kam Gewichtsgeld zum Einsatz. Hierbei wurden Edelmetalle – insbesondere Münzen aus Silber und anderen Metallen – nicht nach Anzahl oder Nennwert getauscht, sondern nach Wägewert. Es wurden zerteilte Barren, Schmuckstücke oder auswärtige Münzen eingesetzt. Käufer und Verkäufer bestimmten das maßgebliche Gewicht durch Doppelwägung. Im Jahre 1483 wurde erstmals in Spanien für die knappen Metallmünzen Papiergeld herausgegeben, es folgten am 16. Juli 1661 Schweden und 1694 England. Hier waren es die Notenbanken, die zur Ausgabe von Papiergeld berechtigt waren. Daher ist der Begriff Notenbank auf ihr Ausgabeprivileg von Banknoten zurückzuführen.
In Europa kamen als Vorläufer der heutigen Banknoten Bancozettel und Kassenanweisungen in Umlauf. Banknoten wurden zunächst nicht als Bargeld angesehen, sondern waren Auszahlungsansprüche gegen Bankiers. Die Banknoten bestimmten daher, welche Münzen in Kurantgeld im Tausch gegen die Banknote auszuzahlen seien. Die Gründung des Banco di gyro d’affrancatione am 2. März 1705 in Köln durch Kurfürst Johann Wilhelm II. diente der Ausgabe solcher Bancozettel, durch die der prunkliebende Kurfürst seine Geldprobleme zu beseitigen versuchte. Formal waren die Bancozettel verzinslich, befristet und konnten mittels Indossament (eben Giro) übertragen werden. Nach Deutschland folgten 1716 Frankreich und ab dem 1. Juli 1762 Österreich, wo sie ebenfalls Bancozettel hießen.

## Motive der Bargeldhaltung
In der Wirtschaftstheorie (nach J. M. Keynes) wird die Kassenhaltung von Bargeld (insbesondere von Sichteinlagen) grob auf drei Motive zurückgeführt:
- Transaktionsmotiv (englisch transactions motive)
- Vorsichtsmotiv (englisch precautionary motive)
- Spekulationsmotiv (englisch speculative motive)

Das Transaktionsmotiv deckt den Bedarf für Geschäfte der Wirtschaftssubjekte, das Vorsichtsmotiv dient der Geldhaltung für Liquiditätszwecke und Vorsorge für Krisensituationen, und das Spekulationsmotiv ergibt sich Keynes zufolge aus der Ungewissheit über die künftige Zinsentwicklung und betrifft die Geldanlage.
Über diese rein volkswirtschaftliche Bedeutung hinaus gibt es weitere wichtige Aspekte der Bargeldnutzung und somit auch Aspekte gegen die Ideologie einer teilweise angestrebten Bargeldabschaffung zu argumentieren:
- Anonymität des Bezahlvorgangs (ohne Preisgabe persönlicher Daten)
- Unabhängigkeit von technischen Problem wie bspw. Stromausfall oder EDV- oder Computerproblemen.
- Den Ausschluss von Randgruppen (Obdachlose, Menschen ohne Bankkonten, Menschen auf der Flucht, Behinderte etc.)
- Vertrauen in die Zentralbank (Kontrolle und Offenlegung der Geldschöpfung)
- Aktivierung eines Belohnungszentrum im Hirn (Vorfreude ein ganz bestimmtes Ziel zu erreichen)
- Ausgabekontrolle (unmittelbares physisches Bezahlen)
- Tradition (haptisches Erleben, z. B. Geldspende; langfristig erfahrene Zuverlässigkeit der Werterhaltung)
- Inklusion (gleichberechtigte Teilhabe am Wirtschaftsleben für alle)
- Identifikation (Symbolcharakter, Solidarität und Gruppenzugehörigkeit)
- pädagogisches Werkzeug für Kinder (gegenständlicher Umgang mit Guthaben und Ausgaben)
- Bezahlung eines Trinkgelds als unmittelbare Anerkennung für guten Service
- Evangelikale Christen, die sich auf die Offenbarung des Johannes beziehen, lehnen die vollständige Abschaffung des Bargeldes ab. Die Prophezeiung lautet: Wer das Malzeichen nicht hat oder den Namen des Tieres oder seine Zahl, wird nicht mehr kaufen oder verkaufen können. (Offb 13,17)

In der Praxis liegt oft eine Kombination solcher Motive vor, wobei zum Vorsichtsmotiv die Werterhaltung und das anonyme Bezahlen ausschlaggebend sein können. Aufgrund seiner einzigartigen Eigenschaften gibt es keinen perfekten Ersatz für Bargeld. Demonetisierung oder Kapitalverkehrskontrollen können die Wirtschaft destabilisieren, wenn elektronische Zahlungsmittel nicht sofort verfügbar sind (wie z. B. Indien 2016).
Auf Initiative der Deutschen Bundesbank wurde im Februar 2024 in Berlin das Nationale Bargeldforum gegründet.

## Kosten der Bezahlvorgänge
Eine Analyse der Deutschen Bundesbank und des EHI Retail Institute für den Zeitraum 2017/2018 ergab, dass eine Bargeldzahlung im Einzelhandel durchschnittliche Kosten von 24 Cent verursacht, davon ca. 50 % für die Kassierzeit, 35 % für den Kassenhintergrund (Nachzählen etc.) und 15 % für Entsorgungs- und Wechselgeldkosten. Zahlungen mit girocard kosten ca. 33 Cent (oder häufig 0,3 bis 0,4 % des Umsatzes zzgl. einer Transaktionsgebühr), davon ca. 50 % für die Kassierzeit (PIN-Eingabe oder Unterschrift) und ca. 50 % für die Transaktions- und Terminalkosten. Zahlungen mit Kreditkarte kosten ca. 0,97 bis 1,04 Euro, wovon ca. 75 % auf die Transaktionskosten und Gebühren des Kreditkartenunternehmens entfallen. Dies ist der Grund, warum der Einzelhandel häufig Kartenzahlungen unterhalb eines Mindestbetrags nicht annimmt. Hinzu kommen je nach Kontomodell Buchungskosten für den Kontoinhaber mit durchschnittlich weiteren 35 Cent für jede Buchung. Wegen dieser bequemen Einnahmequelle favorisieren Geschäftsbanken und Kreditkartenfirmen die bargeldlose Zahlung, während der Einzelhandel, der die Bezahlkosten meist pauschal im Verkaufspreis einkalkuliert, zumindest für kleinere Beträge Bargeld vorzieht und Kreditkarten oft nicht akzeptiert.
Beim bargeldlosen Zahlungsverkehr findet neben der Dokumentation der Zahlung selbst in der Regel auch eine Verknüpfung der Personalien des Zahlenden mit den Daten des Zahlungsempfängers nach dem Prinzip Know your customer (KYC) statt. Dies ermöglicht eine genaue Nachvollziehbarkeit des Zahlungsvorgangs für den Zahlenden und den Zahlungsempfänger. Die stetige Zunahme der Digitalisierung führt zu einer detaillierteren Erfassung des bargeldlosen Zahlungsverkehrs und deren Auswertung für Werbeaktionen. Da diese digitale Dokumentation in der Regel zentralisierter abläuft als vorher, steigt das Missbrauchspotential. Hingegen ist die eigentliche Geldfunktion des Bargelds anonym, sofern nicht mit Hilfe von Kundenkarten Einkaufsprofile erfasst werden.

## Bargeldumlauf
Der Bargeldumlauf ist mikroökonomisch Teil des gesamten Zentralbankgeldbestandes einer Volkswirtschaft und setzt sich aus den in Umlauf befindlichen Banknoten und Münzen zusammen. Höhe und Zeitpunkt des Bargeldumlaufs hängen von der Verkehrssitte, dem Zahlungsverhalten, dem Vertrauen in das Bankensystem und der Zahlungstechnik des Nichtbankensektors ab, können jedoch durch die Zentralbank nicht beeinflusst werden. Die Bargeldversorgung wird durch die Kreditinstitute sichergestellt, die das Bargeld bei der Zentralbank zu Lasten ihrer Zentralbankguthaben beschaffen und die Bargeldauszahlungen und -einzahlungen über (teilweise recyclingfähige) Geldautomaten und Bankschalter übernehmen. Zunehmend ist auch die Bargeldabhebung bis zu einem Betrag von 200 Euro im Cashback-Verfahren bei Einkäufen im Einzelhandel möglich.
Bargeldanforderungen der Banken sind aus Bilanzsicht einer Zentralbank somit ein Passivtausch (geringere Sichteinlagen von Kreditinstituten, dafür mehr Banknoten in Umlauf). Jede Veränderung des Bargeldumlaufs führt somit zu direkten Liquiditätsveränderungen im Bankensektor. Der Bargeldumlauf ist von starken saisonalen Schwankungen geprägt. Lohn- und Gehaltszahlungstermine (am Monatsende), Festtage (vor allem Weihnachten und Ostern) sowie Wochenendeinkäufe führen zu statistisch wahrnehmbaren Erhöhungen des Bargeldumlaufs.
Da Bargeldbestände bei Kreditinstituten nicht zinsbringend sind und zudem zu Sicherheitsproblemen (Bankraub) führen können, halten die Banken im Regelfall nur sehr geringe Bargeldbestände vor. Sie sind deshalb gezwungen, in Zeiten höherer Bargeldanforderungen die Zentralbank einzuschalten. Deshalb wird der Bargeldumlauf nur dann nicht verändert, wenn die Banken Bargeld aus ihrem eigenen Kassenbestand an ihre Bankkunden abgeben oder Bargeldeinzahlungen von ihren Kunden in ihren Eigenbestand nehmen. Seit ca. 2018 hat sich, verstärkt durch die COVID-19-Pandemie, der Bargeldumlauf in der Eurozone deutlich erhöht, während gleichzeitig der Anteil für die Barzahlung (d. h. Transaktionen) zurückging. Analysen zeigen, dass die privaten Haushalte Bargeld zunehmend für Krisenvorsorge aufbewahren und auch Negativzinsen eine Rolle spielen. Dieser gegenläufige Effekt wird als Banknoten-Paradoxon bezeichnet. Er wird auch in vielen anderen Währungsräumen beobachtet, z. B. in den USA  und Japan.

## Rückverfolgung
Theoretisch ist die Rückverfolgung bzw. das Tracking von Bargeldtransaktionen über die Erfassung der eindeutigen Seriennummern der Banknoten möglich. Dazu müssten die Seriennummern bei allen Auszahlungen an Geldautomaten und bei jedem Bezahlvorgang an einer Ladenkasse im Einzelhandel inkl. Wechselgeld personenbezogen aufgezeichnet werden. In der Praxis erfordert eine solche flächendeckende Verfolgung einen hohen technischen Aufwand, erzeugt immense Datenmengen und kombiniert die Nachteile der Bezahlverfahren, das etwas Umständliche des Bargeldes aus der Offline-Welt und die mangelnde Anonymität des elektronischen Geldes aus der Online-Welt. Außerdem ist in den meisten Ländern die personenbezogene Rückverfolgung von Bezahlvorgängen aus Gründen des Datenschutzes nicht erlaubt. Datenschützer warnen vor den technischen Möglichkeiten des Bargeld-Tracking, bei dem Seriennummern der Geldscheine in den Bearbeitungszentren erfasst und zentral zusammengeführt werden, und so die Anonymität des Bargelds bedroht wird.
Ausnahmen gibt es für folgende Bargeldanwendungen:
- Erfassung von Lösegeld bei Erpressungen (z. B. bei der Oetker-Entführung[29])
- makroökonomische Studien der Bargeldflüsse durch die Zentralbank[30]
- statistische Erfassung der Lebensdauer von Banknoten durch die Zentralbank[31]
- Verfolgung der (ortsbezogenen) Wanderung einzelner Banknoten durch EuroBillTracker für Eurobanknoten, Where’s George für US-Dollar und Where’s Willy für kanadische Dollar als Hobby
- Verwendung von individuellen Banknoten für Botschaften an Empfänger durch die Mobile App smill von Koenig & Bauer[32]

Die Chinesische Volksbank schreibt seit 2016 die Erfassung der am Geldautomaten sowie an Bankschaltern ausgegebenen und eingezahlten Banknoten mit dem Argument der Verfolgung von Falschgeld vor. Allerdings ist die Seriennummer ein wenig belastbares Indiz, weil gefälschte Banknoten meist Seriennummern von echten Banknoten verwenden und Beschädigungen und Kritzeleien zu fehlerhaften OCR-Lesungen führen können. Die Europäische Zentralbank (EZB) verlangt daher mit der Richtlinie EZB/2010/14 die Echtheit bei Ein- und Auszahlungen an Bankschaltern und Geldautomaten mit getesteten Geräten zu prüfen und die Herkunft fälschungsverdächtiger Banknoten zum Kontoinhaber rückzuverfolgen.

## Geldmenge
Gemeinsam mit den Sichteinlagen SE und dem Zentralbankgeld ZBG bildet Bargeld BG die Geldmenge M1:
{\displaystyle {\mbox{M1}}={{\mbox{ZBG}}\;+\;{\mbox{BG}}\;+\;{\mbox{SE}}}={{\mbox{MR}}\;+\;2\;{\mbox{BG}}\;+\;{\mbox{SE}}}}
Das Aggregat der Geldmenge beinhaltet also auch die Bargeldbestände. Erhöht sich der Bargeldbestand, so erhöht sich – unter sonst gleichbleibenden Bedingungen (ceteris paribus) – die Geldmenge und umgekehrt. Das Bargeldaggregat beeinflusst auch die Geldschöpfungsfähigkeit der Kreditinstitute, die bei steigendem Bargeldumlauf eingeschränkt wird.
Die Zentralbankgeldmenge ZBG wiederum ist die Summe aus Bargeldumlauf BG und den Mindestreserven MR der Kreditinstitute
{\displaystyle {\mbox{ZBG}}={{\mbox{BG}}\;+\;{\mbox{MR}}}}
Das Aggregat der Zentralbankmenge setzt sich aus Teilaggregaten zusammen, die die Banken weder selbst schaffen noch beeinflussen können.
Bargeldquote nennt man den Bargeldumlauf im Verhältnis zu einer Stromgröße (z. B. Bruttoinlandsprodukt) oder als Anteil einer Bestandsgröße (z. B. Geldmenge, Finanzvermögen). Sie macht Aussagen über das (Bar-)Zahlungsverhalten in einer Volkswirtschaft. In Ländern wie den Vereinigten Staaten steigt durch die zunehmende Verwendung von Debit- und Kreditkarten die Menge des im Umlauf befindlichen Bargelds langsamer als in Ländern mit hoher Barzahlungsquote, was zu einer eher sinkenden oder konstant bleibenden Bargeldquote führt. Sie lag im Jahr 2018 zwischen 1,3 % (in Schweden) und mehr als 21 % (in Japan), in der Schweiz bei 10,5 % und in der Eurozone bei 10,7 %. Seit der COVID-19-Pandemie wird in vielen Ländern eine stark ansteigender Tendenz beobachtet.
Die Geldmenge in Bargeld ist in den industriellen Volkswirtschaften weit geringer als das Giralgeld (Buchgeld).

## Zahlungsverhalten
Als Zahlungsverhalten gilt die Nutzung der verschiedenen Zahlungsmittel durch die Wirtschaftssubjekte.

### Deutschland
In Deutschland zahlten Bürger, gemessen an den Umsätzen, 2018 das erste Mal mehr mit Kredit- und Debitkarte als mit Bargeld. 2014 wurden noch 53,2 % der Umsätze oder 79,1 % aller Transaktionen bar beglichen, 2008 waren es 57,9 % der Umsätze und 82,5 % der Transaktionen. Bei den unbaren Zahlungsinstrumenten hat die Girocard (die frühere ec-Karte) die Favoritenrolle deutlich vor der Kreditkarte. Sie wurde 2014 bei 30 % (2011: 28,4 %, 2008: 25,5 %) der Gesamtausgaben eingesetzt, der Anteil der Überweisungen lag bei 8,2 % (8,9 %), gefolgt von der Kreditkarte, deren Anteil sich auf 7,4 % verdoppelt hat (3,6 %).:S. 8
2021 wurden 58 % der Transaktionen mit Bargeld beglichen, gefolgt von 23 % mit Debitkarten und 6 % mit Kreditkarten. Gemessen am Umsatz waren die Bargeldtransaktionen gleichauf mit den Debitkartenzahlungen bei 30 %, gefolgt von Überweisungen mit 15 % und Kreditkarten mit 10 %.
Andere Zahlungsinstrumente spielen praktisch keine Rolle. Der Schwellenbetrag, bei dem der Verbraucher von der Barzahlung auf unbare Zahlung umstellt, liegt der Studie zufolge zwischen 20 und 50 €, ab 100 € überwiegt die girocard.:S. 8 Im Einzelhandelsumsatz lag der Barzahlungsanteil 2015 bei 52,4 %, gefolgt von Girocard/EC-cash (23,2 %), EC-Lastschrift (14,2 %) oder Kreditkarte (5,7 %). Die höchste Barzahlungsquote weisen Kneipen, Cafés und Schnellrestaurants auf; hier wird zu 96 % bar bezahlt.
Laut Angaben der Deutschen Bundesbank führen Deutsche durchschnittlich 103 Euro Bargeld mit sich. Dies hat sich bis 2021 kaum verändert. Etwa 4 % der Deutschen führten kein Bargeld mit sich.
Die Kosten, die im Einzelhandel durch die Bargeldverwendung entstehen, werden auf 0,08 bis 0,2 % des Umsatzes geschätzt. In Belgien und den Niederlanden belaufen sich die Bargeldkosten auf etwa 0,91 % des Bruttoinlandsprodukts und stehen damit für drei Viertel der gesamten Kosten für die Bezahlabwicklung.

#### Diskutierte Abschaffung des Bargelds
Über eine Abschaffung des Bargelds wird auch in Deutschland immer wieder diskutiert. Die Deutsche Bank warnt in einer Studie – im Kontext der diskutierten Abschaffung des 500-Euro-Scheins – vor den möglichen Folgen der vollständigen Abschaffung aller Münzen und Banknoten und damit des Bargeldes. Eine Abschaffung des Bargeldes würde einen unbegrenzten Zugriff auf das Geld der Bürger seitens der Bank bedeuten und somit die Freiheit der Bürger massiv einschränken. Die Abschaffung des Bargelds wäre viel mehr als nur ein technischer Vorgang, vielmehr kann es laut Experten der Deutschen Bank zu „[…] einem Vertrauensverlust der Öffentlichkeit in den Euro und in das gesamte Finanzsystem kommen.“ Weiterhin kam der Chef der Deutschen Bank John Cryan 2016 zu dem Schluss, dass es mit großer Wahrscheinlichkeit in zehn Jahren kein Bargeld mehr geben werde. Anders sieht dies der Finanzwissenschaftler Aloys Prinz. Der deutsche Schriftsteller Hans Magnus Enzensberger äußerte sich zur diskutierten Abschaffung des Bargelds in Deutschland wie folgt: „Wer das Bargeld abschafft, schafft die Freiheit ab.“
Dagegen wenden Befürworter der Abschaffung des Bargelds, wie etwa der Ökonom und „Wirtschaftsweise“ Peter Bofinger ein, dass bei den heutigen technischen Möglichkeiten das Bargeld einen „Anachronismus“ darstellen würde. Mit der Abschaffung könnten die „Märkte für Schwarzarbeit und Drogen ausgetrocknet werden“. Zudem hätten es die Notenbanken wie die Europäische Zentralbank einfacher, ihre Geldpolitik durchzusetzen und damit die Wirtschaft zu unterstützen. Der Ökonom Larry Summers hält die Bargeldabschaffung unabhängig von der Großen Rezession für notwendig, weil „trotz niedriger Zinsen mehr Geld gespart wird, als die Banken als Kredite vergeben. Ausgleichen würden sich Angebot und Nachfrage nur bei einem Zinssatz von minus vier bis fünf Prozent. Erst dann würden die riesigen Ersparnisse der Bürger von den Konten weg in private und staatliche Investitionen gelenkt“.
Michael Stehr meint, dass in der hybriden Kampfführung, zu der auch Cyper-Operationen gegen das Finanzsystem gehören, Nationen, die das Bargeld abgeschafft haben keine Ausweichoption mehr haben, abgesehen von Fremdwährungen. Dies würde im Zeitalter der reduzierten Vorratshaltung rasch zu einer Unterbrechung der Versorgung mit Waren und Leistungen und zu einem Zusammenbruch der militärischen Leistungsfähigkeit führen.

### Österreich
In Österreich wurden 2011 insgesamt 65 % des Volumens und 82 % aller Transaktionen am Verkaufsort in bar abgewickelt. Für 2022/2023 meldete die Oesterreichische Nationalbank (OeNB) einen Rückgang auf 48 % bzw. 63 %, jedoch mit einer deutlichen Erholung nach der COVID-19-Pandemie.
Die GeldService Austria (GSA), Bargeldlogistikerin der Oesterreichischen Nationalbank, betreibt in Wien einen Fanshop für Bargeld. Ziel ist es, das  Image von Bargeld und die Bedeutung von Trinkgeld zu fördern. Es gibt Fanartikel und Infomaterial für Betriebe.

### Schweiz
In der Schweiz sank der Bargeldanteil von 90 % im Jahr 1990 auf 60 % im Jahr 2014. Im Jahr 2021 wurde das Bargeld kurzzeitig als meistgenutztes Zahlungsmittel in der Schweiz von der Debitkarte verdrängt, mit einem Anteil von 32 % aller Transaktionen. 2022 ging die Nutzung der Debitkarten deutlich zurück und Bargeld wurde mit einem Anteil von 29 % wieder das beliebteste Zahlungsmittel. Bezogen auf den Umsatz lag das Bargeld mit einem Anteil von 17 % auf Platz drei, gleich hinter den Debit- und Kreditkarten.
Im Jahr 2023 sank der Bargeldumlauf auf durchschnittlich 76,5 Milliarden Schweizer Franken, was einem Rückgang von 12,2 % gegenüber dem Vorjahr entspricht. Auch die Gesamtzahl der in Umlauf befindlichen Banknoten sank gegenüber 2022 um 3,5 %, wobei die Schweizerische Nationalbank (SNB) den Rückgang auf die geringere Verwendung von Banknoten mit großem Nennwert zurückführt, die hauptsächlich als Wertaufbewahrungsmittel verwendet werden. Trotz der leicht rückläufigen Nutzung von Bargeld war 2023 eine Abschaffung von Bargeld für eine zunehmende Anzahl an Befragten nicht denkbar. Der Anteil derer, die eine Abschaffung überhaupt nicht oder eher nicht gut fanden, stieg 2023 im Vergleich zur Erhebung von 2022 um 5,1 % auf 67,1 %.
Im Jahr 2023 kam eine Volksinitiative zustande, welche die Verankerung der Versorgung der Schweiz mit Bargeld in der Verfassung verankern wollte. Demnach müsste der Bund sicherstellen, dass physische Münzen oder Banknoten immer in ausreichender Menge verfügbar sind. Der Schweizerische Bundesrat als Regierung legte dem Parlament einen Gegenentwurf zur Initiative vor, wonach der geltende Artikel 1 erster Satz des Bundesgesetzes über die Währung und die Zahlungsmittel sowie der geltende Artikel 5 Absatz 2 Buchstabe b des Bundesgesetzes über die Schweizerische Nationalbank auf Verfassungsstufe verankert werden sollten. Nach der Beratung im Nationalrat kommentierte die NZZ, die Initiative habe offene Türen eingerannt.

### International
Führend im bargeldlosen Zahlungsverhalten in Europa ist Schweden, wo 2014 im Einzelhandel 95 % des Umsatzes beim Einkauf bargeldlos abgewickelt wurden. In Großbritannien waren es 62 %.
In England blieb der Bargeldumlauf nach einem starken Anstieg von 70,1 Mrd. Pfund Sterling (GBP) im Februar 2020 auf 80,0 Mrd. GBP im Februar 2021 weitgehend konstant und lag am 29. Februar 2024 bei 82,4 Mrd. GBP. Aufgrund knapperer Budgets der Privathaushalte stieg die Bargeldnutzung zur besseren Kontrolle der Ausgaben von 2021 auf 2022 um 7 % auf 6,4 Milliarden Transaktionen.
In den Vereinigten Staaten entwickelte sich der Zahlungsverkehr nach der Weltfinanzkrise von einem vorrangig kreditkartenbasierten bargeldlosen zu einem Debitkartenmarkt. Hier lag der Bargeldanteil nur bei 23 % (Umsatz) bzw. 46 % bei Transaktionen. Danach stieg der Bargeldanteil im US-Zahlungsverkehr auf 26 % (2019) an, verringerte sich während COVID auf 19 % und blieb danach in dieser Größenordnung. Dennoch ist der Bargeldumlauf von 820 (Ende 2007) auf 1.794 (Ende 2019, vor COVID) und schließlich als Effekt zusätzlicher Hortung auf 2.334 Milliarden US-Dollar (Ende 2023) angestiegen. Ein stabiler Anteil von 50 bis 60 % des US-Bargelds wird als inoffizielle Neben- oder Zweitwährung im Ausland vermutet.
Indien versucht seit 2015, die Verwendung von Bargeld einzuschränken. Im November 2016 erklärte die damalige Regierung von Ministerpräsident Narendra Modi überraschend die beiden gebräuchlichsten Rupien-Banknoten für ungültig (Demonetisierung in Indien 2016), womit über Nacht 86 Prozent des Bargeldes de facto zu Papiermüll wurden.

## Bargeld als kritische Infrastruktur
Ein zunehmender Anteil an bargeldlosen Zahlungen bedroht die kritische Infrastruktur für die flächendeckende Bargeldversorgung vor allem in ländlichen Gebieten, weil Geldautomaten abgebaut und Bankfilialen zur Kosteneinsparung geschlossen werden. Daher werden weltweit Maßnahmen zur Aufrechterhaltung der Verfügbarkeit von Bargeld ergriffen, damit es im Krisenfall, z. B. bei großflächigen Ausfällen oder Angriffen auf die digitale Infrastruktur, und bei Katastrophen als alternatives Zahlungsmittel in ausreichender Menge genutzt werden kann.
Die Europäische Zentralbank beobachtet diese Risiken und sieht sich in der Verantwortung, die freie Wahl des Zahlungsmittels und den Zugang zu Bargeld für alle Bürger zu gewährleisten. Im September 2022 gründete die OeNB die Initiative Euro-Bargeld 360 Grad als Plattform für einen offenen Dialog zu „Stabilität, Sicherheit und Barrierefreiheit in unsicheren Zeiten“, um „in einer Welt der multiplen Krisen reibungslos funktionierende Zahlungssysteme als elementare Basis für das Vertrauen in eine Währung und Geld zu schaffen und aufrechtzuerhalten“. Im Jahr 2023 änderte die Slowakei ihre Verfassung, um den Bürgern das Recht auf Barzahlung einzuräumen. Im Februar 2024 gründete die Deutsche Bundesbank das Nationale Bargeldforum für einen „fortlaufenden und offenen Austausch über Bargeldfragen zwischen den relevanten Stakeholdern des Bargeldkreislaufs in Deutschland“. Ziel ist die „Verbesserung und Stabilisierung des Bargeldkreislaufs […] als kostengünstiges und effizientes Zahlungsmittel in einem Umfeld des sich wandelnden Zahlungsverhaltens verfügbar zu halten und zu sichern“. Das Gremium besteht aus Vertretern von Verbänden der Geschäftsbanken, Beteiligten im Geldkreislauf (u. a. Bundesvereinigung Deutscher Geld- und Wertdienste, Handelsverband Deutschland für den Einzelhandel, Deutscher Hotel- und Gaststättenverband), Verbraucherzentrale sowie dem Bundesamt für Bevölkerungsschutz und Katastrophenhilfe. Es soll konkrete Handlungsempfehlungen für den Zugang zu und die Akzeptanz von Bargeld, Sicherheit, Wirtschaftlichkeit, Nachhaltigkeit, Digitalisierung, Not- und Krisenvorsorge sowie grenzüberschreitende Zusammenarbeit entwickeln.
Im Mai 2024 führte Norwegen ein Gesetz ein, um das Recht auf Barzahlung zu stärken, als man die Schattenseiten und Gefahren der Minderung von Bargeldverfügbarkeit erkannte. Schweden, das lange Zeit Vorreiter für die bargeldlose Bezahlung war, verpflichtete 2021 mit einem Gesetz die Banken, Bargelddienstleistungen anzubieten. 2024 forderte die Schwedische Nationalbank dringend ein verschärftes Gesetz zur Stärkung des Bargelds als systemrelevantes Zahlungsmittel, auch als Reaktion auf die Bedrohung durch Cyberangriffe nach dem Beitritt zur NATO, und leitete damit eine Rückkehr zum Bargeld ein.
Die People’s Bank of China ging wiederholt gegen Händler und Einrichtungen vor, die die Annahme von Bargeld verweigern. Sie hat mehrere landesweite Kampagnen zu diesem Thema gestartet und 2024 eine KFC-Filiale und weitere Geschäfte mit einer Geldstrafe belegt. Sie ist besonders besorgt über die Inklusion der älteren Bevölkerung des Landes, von denen viele kaum mit digitalen Medien umgehen können.

## Rechtsfragen
Vor 1915 war in Deutschland der Bargeldbegriff nur der Kurantmünze vorbehalten.
Bei der Barzahlung werden gesetzliche Zahlungsmittel der geschuldeten Währung im Nominalwert der Höhe der Geldschuld vom Schuldner gemäß § 929 BGB an den Gläubiger übereignet. Diese Barzahlung ist nach traditionellem Verständnis die „eigentlich“ geschuldete Leistung des Geldschuldners und führt mit Eigentumserwerb an den übereigneten Zahlungsmitteln zur Erfüllung der Geldschuld.
Bargeld besitzt die höchste Verkehrsfähigkeit aller beweglichen Sachen, da es generell gesetzlich als Zahlungsmittel zugelassen ist. Während ein gutgläubiger Erwerb von gestohlenen, verlorengegangenen oder abhanden gekommenen Sachen nach § 935 Abs. 1 BGB nicht möglich ist, gelten diese Einschränkungen nicht für Geld und Inhaberpapiere (§ 935 Abs. 2 BGB). Demnach ist es möglich, Eigentum auch an gestohlenem Bargeld zu erlangen, wenn dabei der Erwerber im guten Glauben ist.
In Art. 128 Abs. 1 AEUV wird bestimmt, dass die Europäische Zentralbank das ausschließliche Recht hat, die Ausgabe von Euro-Banknoten innerhalb der EU-Mitgliedstaaten zu genehmigen und zusammen mit den nationalen Zentralbanken zur Ausgabe dieser Banknoten berechtigt ist. Die Delegation des Ausgaberechts an die Deutsche Bundesbank findet sich in § 14 Abs. 1 Satz 2 BBankG wieder. Die Ausgabe von Euromünzen obliegt den Mitgliedsstaaten (Art. 128 Abs. 2 AEUV). Die ausgegebenen Euro-Banknoten sind das einzige unbegrenzte gesetzliche Zahlungsmittel und werden auf der Passivseite der Zentralbank-Bilanz ausgewiesen. Das verdeutlicht, dass Banknoten eine Forderung an das Zentralbanksystem darstellen.
Für den Gläubiger ist in allen Staaten mit dem gesetzlichen Zahlungsmittel ein Annahmezwang verbunden (man spricht auch von Annahmepflicht oder schuldbefreiendem Annahmezwang). Er muss EU-weit Eurobanknoten als Erfüllung seiner Geldforderung akzeptieren, da „die von der Europäischen Zentralbank und den nationalen Zentralbanken ausgegebenen Banknoten die einzigen Banknoten sind, die in der Union als gesetzliches Zahlungsmittel gelten“ (Art. 128 Abs. 1 Satz 3 AEUV). Allerdings kann vertraglich ein anderes Zahlungsmittel bestimmt werden. Bei Euro- und Centmünzen ist die Annahmepflicht auf maximal 50 Münzen beschränkt. Nach Art. 11 Satz 3 dieser EG-Verordnung ist „mit Ausnahme der ausgebenden Behörde (…) niemand verpflichtet, mehr als fünfzig Münzen bei einer einzelnen Zahlung anzunehmen“.

## Bilanzierung
Bargeld ist ein Vermögenswert, der nach deutschem Handelsrecht auf der Aktivseite der Bilanz zu berücksichtigen ist. Bei der Bilanzierung ist nach § 266 Abs. 2 B IV HGB Bargeld in der Bilanzposition Kassenbestand auszuweisen. Hierin sind auch Sorten, also alle gesetzlichen Zahlungsmittel aus dem Ausland, zu bilanzieren. Die Bilanzierung nach den International Financial Reporting Standards erfasst den Kassenbestand in der Position „cash and cash equivalents“ (IAS 1.66).